# Fastrada
Fastrada (765–794. augusztus 10.) egy alsó-szászországi gróf lánya volt. Más szász nőkhöz hasonlóan állítólag ő is harcolt a Nagy Károly frankjai ellen a szász háborúk idején 783-ban. 784-ben ellenfele negyedik felesége lett és két lányt szült neki:
- Theodrada (784–?), Argenteuil főnővére
- Hiltrude (787–?)